# Srpski gonič
Srpski gonič är en hundras från Serbien, som även har kallats balkanski gonic och balkanstövare. Den är en av flera stövare som härstammar från Balkanhalvön.
I sitt hemområde hör den till en av de vanligare stövarraserna, men utanför detta är den en ovanlig ras. Det fanns en rasstandard skriven redan år 1924, men inte förrän 1940 blev srpski gonič erkänd av Fédération Cynologique Internationale (FCI).
Srpski gonič är en drivande hund som utvecklats för jakt på hare, räv, hjort och vildsvin. Den har ett gott skall och är en uthållig och frisk hund. Färgen är roströd, rävröd eller gulröd med svart sadel. Hanhundarna har en mankhöjd på 46–56 centimeter och tikarna har en mankhöjd på 44–54 centimeter. Till Sverige kom rasen första gången 1994.